# 共模訊號
共模訊號（Common-mode signal）是所有導體上模擬信號中的成份之一。在电信中，传输线模型上的共模訊號稱為縱向電壓（longitudinal voltage）。
在电子学中，若訊號是用二個電壓的差值來傳輸，其共模訊號為電壓和的一半
{\displaystyle U_{\text{cm}}={\frac {U_{1}+U_{2}}{2}}}
若參考個別的公共點或是地點，在二線纜線上的二條線上都會有共模訊號，兩者相位相同，大小也相同。技術上，共模電壓是每個導體到個別的公共點（或是地點）向量和的一半。以下的信號源都會產生共模訊號：
- 耦合到二條線上的輻射訊號。
- 驅動器電路上產生的信號公共點偏壓
- 傳輸點和接收點之間的地點電位

引入纜線的雜訊，或是纜線產生的雜訊多半都會以共模訊號的方式表現，因此二線纜線上的二條線上都會收到此一信號。而纜線產生的RF雜訊也多半會由二條纜線傳輸出來。消除從纜線進入設備（或是由設備傳出）的共模訊號對於电磁兼容性都相當的重要。一般電路會設法減少或是消除共模效應，除非電路的用意就是要傳送或是接收無線電信號才會例外。

## 去除共模訊號的方法
- 差分放大器或是差分接收器只會接收差分電壓，也就是二個導線上的電壓差。此方法特別適用在一些各設備間有直流電壓差的應用。
- 利用電感器，一組的信號線依相同方式繞在電感上。例如乙太網磁性元件上面用的雙繞線圈（英语：bifilar winding）[1]。這適用於交流及直流的信號，但是只能濾掉較高頻的共模訊號。
- 變壓器只適用於交流信號，會濾掉所有的共模訊號，不過會配合雙繞線圈來去除變壓器因為電容耦合產生的高頻共模訊號，這可以用在雙絞線的乙太網[1]。

為了电磁兼容的目的，也常常會用共模濾波器來避免雜訊。
高頻的共模信號（例如運算電路產生的射頻雜訊）可以透過纜線外面外加（夾住或是捲繞）的鐵氧體來阻隔。在筆電電源供應器的電線上常有這類的鐵氧體，高級滑鼠、印表機的USB線或是HDMI線上也會有這類的鐵氧體。
开关电源會包括共模濾波電感以及差模濾波電感，以隔絕進入電源線的雜訊。